# Eugen Ekman

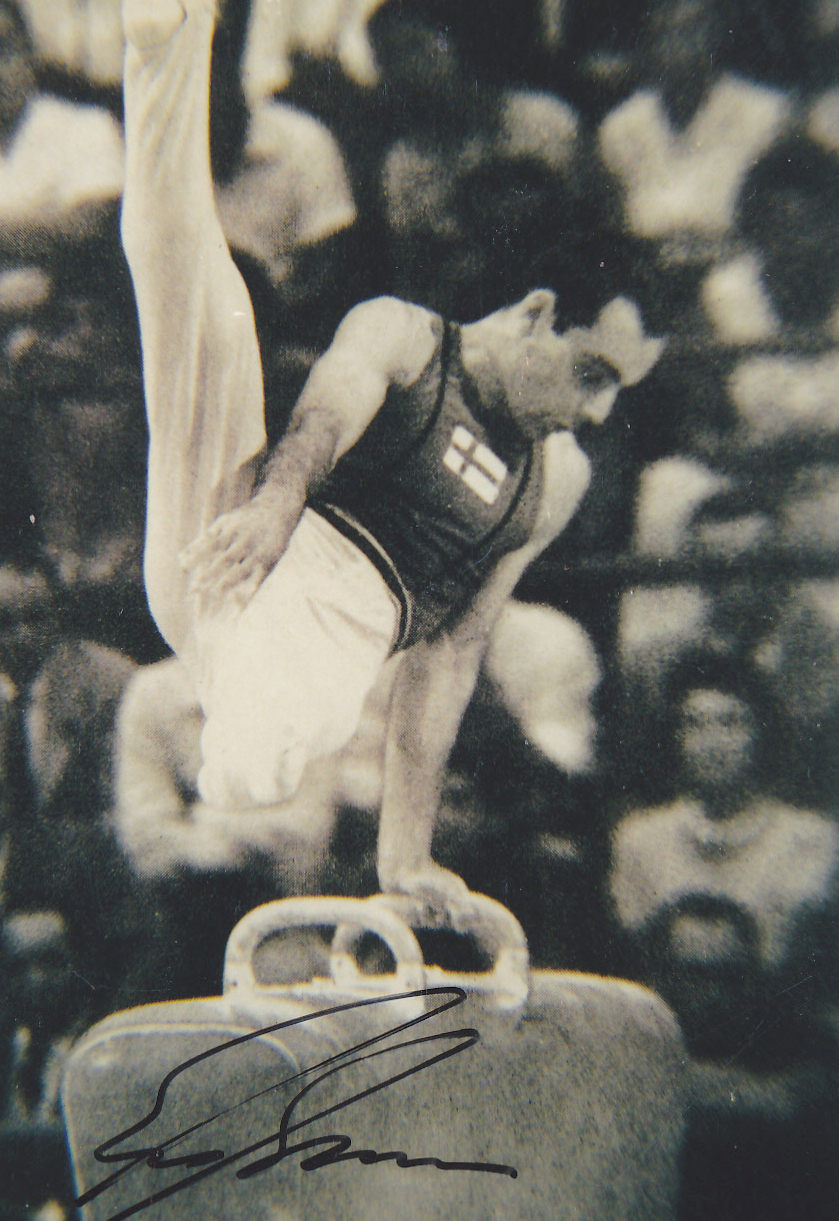
Eugen Ekman

Eugen Georg Oskar Ekman (né le 27 octobre 1937 à Vaasa) est un gymnaste finlandais.

## Palmarès

### Jeux olympiques
- Rome 1960
  -  médaille d'or au cheval d'arçon.

### Championnats d'Europe
- Copenhague 1959
  -  médaille d'argent au cheval d'arçon.